# 파르켄
파르켄(덴마크어: Parken)은 덴마크의 수도인 코펜하겐에 위치한 축구 경기장이다. 1990년부터 1992년까지 건설되었으며 34,098명의 관중을 수용할 수 있다. 현재 FC 코펜하겐과 덴마크 축구 국가대표팀의 홈 구장으로 사용되고 있다.

## 역사

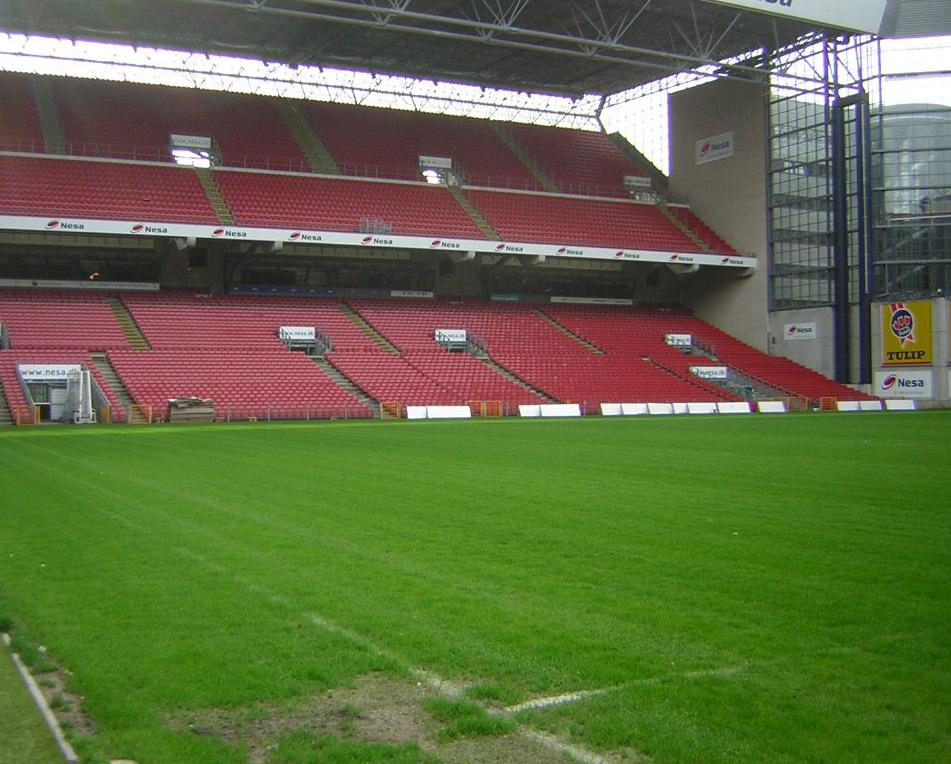
파르켄 필드

파르켄은 이전의 덴마크 국립경기장인 이드레츠파르켄(Idrætsparken) 자리에 지어졌다. 이드레츠파르켄에서의 마지막 경기는 1990년 11월 14일에 덴마크와 유고슬라비아와의 UEFA 유로 1992 예선 경기였으며 이 경기에서 덴마크는 유고슬라비아에 0-2로 패했다. 그 후 덴마크는 1992년 9월 9일에 독일과 파르켄 개장 기념 친선 경기를 가졌는데 독일에 1-2로 패했다.
경기장은 발티카 파이낸스가 투자하고 덴마크 축구 연합이 보증하여 건설되었는데 향후 15년간 대표팀 경기가 열리게 된다. 재건축을 하면서 원래 네 개의 스탠드 가운데 세 개를 허물고 다시 짓는 데에 6억 4천만 덴마크 크로네가 소요되었다.
1998년에 발티카 파이낸스는 FC 쾨벤하운에 1억 3,800만 덴마크 크로네에 판매하여 지금은 경기장 소유와 관리를 파르켄 스포츠 & 엔터테인먼트에서 하고 있다.
파르켄은 1993년 가을부터 UEFA의 4성급 경기장 목록에 포함되어 있다. 이는 파르켄 경기장에서 UEFA 주관 주요 대회를 개최할 수 있다는 뜻이다. 이후에는 UEFA 유로 2020의 개최 경기장으로 선정되었다.

## 기록

### 2002년 FIFA 월드컵 유럽 지역 예선
| 날짜             | 팀 1   | 스코어 | 팀 2       | 라운드 |
| ---------------- | ------ | ------ | ---------- | ------ |
| 2000년 10월 11일 | 덴마크 | 1 - 1  | 불가리아   | 3조    |
| 2001년 6월 2일   | 덴마크 | 2 - 1  | 체코       | 3조    |
| 2001년 6월 6일   | 덴마크 | 2 - 1  | 몰타       | 3조    |
| 2001년 9월 1일   | 덴마크 | 1 - 1  | 북아일랜드 | 3조    |
| 2001년 10월 6일  | 덴마크 | 6 - 0  | 아이슬란드 | 3조    |

### 기타 주요 경기
| 일자            | 팀 #1        | 결과               | 팀 #2      | 대회                         | 관중                         |
| --------------- | ------------ | ------------------ | ---------- | ---------------------------- | ---------------------------- |
| 1994년 5월 4일  | 아스널       | 1-0                | 파르마     | UEFA 컵위너스컵 1993-94 결승 | 33,765                       |
| 2000년 5월 17일 | 갈라타사라이 | 0-0 (승부차기 4-1) | 아스널     | UEFA컵 1999-2000 결승        | 38,919                       |
| 2005년 10월 8일 | 덴마크       | 1-0                | 그리스     | 2006 FIFA 월드컵 예선 2조    | 42,099 (경기장 최다관중기록) |
| 2006년 4월 6일  | 코펜하겐     | 1-0                | 릴레스트룀 | 로얄 리그 2005-06 결승       | 13,617                       |
| 2006년 4월 30일 | 코펜하겐     | 0-0                | 브뢴비     | 덴마크 슈퍼리가 2005-06      | 41,201 (리그 최다관중 기록)  |